# Paracoelidiana hastata
Paracoelidiana hastata är en insektsart som beskrevs av Marques-costa och Rodney Ramiro Cavichioli 2007. Paracoelidiana hastata ingår i släktet Paracoelidiana och familjen dvärgstritar. Inga underarter finns listade i Catalogue of Life.